# 大沢悠里のゆうゆうワイド土曜日版
『大沢悠里のゆうゆうワイド土曜日版』（おおさわゆうりのゆうゆうワイドどようびばん）は、TBSラジオで2016年4月9日から2022年3月26日に放送されていたラジオ番組。放送時間は毎週土曜日 15:00 - 17:00（JST）。

## 概要
TBSラジオは1986年4月7日の平日 8:30より『大沢悠里のゆうゆうワイド』を放送開始し、30年間に渡って継続したが、2016年4月8日に放送を終了することを同年1月18日放送分で大沢がリスナーに向けて発表し、それと同時に公式サイトでも告知した。その後、リスナーからの番組継続を願う投書がTBSラジオに届き、4月9日より週1回の土曜日版として放送されることとなった。その大沢はかつて『土曜日です おはよう大沢悠里です』を担当しており、放送時間は異なるものの、37年ぶりに土曜のレギュラー番組を持つこととなった。
『大沢悠里のゆうゆうワイド』と同様に「人情・愛情・みな情報」が番組のコンセプトである。放送回数は平日時代から通算されている。また、番組オープニング・エンディングの曲は、共にかつての『ゆうゆうワイド』時と同じくポール・モーリア『はてしなき願い』が引き続き採用されている。
平日の帯番組時代、年内最後の放送では越路吹雪の「愛の讃歌」を流していたが、土曜日版でもこれは継続されている。
2017年1月21日は大沢・西村知江子が出演する『TBSラジオショッピング ベストヒットスペシャル』放送のため、番組が休止となった。以降も四半期に一度程度、ラジオショッピング特番で休止になることがある。
2018年10月6日より、放送時間が10分拡大され、15:00 - 17:00の2時間に変更となった。
2020年2月8日に『大沢悠里のゆうゆうワイド』を含めた放送回数が8,000回を迎えた。
2020年3月28日の放送をもって、パートナーを長年務めていたさこみちよが番組を卒業。2020年4月4日の放送からは平日に月曜パートナーを務めていた西村知江子に交代となる。
2020年10月より番組公式Twitterを開設した。
また、同月よりTBSラジオの公式YouTubeチャンネルにおいて『YouTube版 大沢悠里のゆうゆうワイド』を開始した。初回は大沢と10月24日にゲスト出演した毒蝮三太夫が顔出しで出演し、2人でトークをする模様が配信された。

## シリーズの終焉
2022年1月8日の放送内において、大沢が同年3月一杯で『土曜日版』の終了を発表。これにより1986年4月の平日版からスタートした『大沢悠里のゆうゆうワイド』シリーズは36年の歴史に幕を閉じる事となった。大沢自身からTBSに申し出たとして「車の免許で返納もある様にね、皆さんが心配しない内にマイクを返納しようかなと考えているんです。」と終了理由を明かした。周囲からは「十分できるじゃないか。」と引き止める声もあったが、大沢は「自分自身、そろそろ賞味期限が切れ始めていると感じるんです。後進に道を譲ると言う事もあるし、この年になってくるし、いつ調子が悪くなるかわからないんです。まだ余裕がある内に、できるじゃないかと言われている内がいいかなと言う考えもありまして。」と説明している。
更に、その日の番組終了後にスポーツニッポンの取材に電話で応じた際には「来月で81歳。続けられても3、4年です。元気な内に退いた方が良い。未練はないです。」と述べた。大沢は前回の東京五輪が開かれた1964年にTBSに入社しており「だから2020年の東京五輪が決まってからそこまで続けようと決めてました。」としていた。しかし2020年の大会は新型コロナウイルスの影響で1年延期になった事から、TBSラジオに終了の意思を申し出たのは2021年4月だったと言う。当初、大沢はラジオだけでなくその他のアナウンスやナレーションの仕事を含め一線を退く予定だったが、「引退という言葉は使いたくない。フェードアウトです」とした上で「声も年を取るんです。周りは“賞味期限が切れた”とは言わないから、自分でケジメをつけたい。80歳までやらせてくれたTBSラジオとリスナーには感謝しかないです。本当に幸せです。」とコメントした。
2022年3月19日の放送では裏番組の『伊東四朗 吉田照美 親父・熱愛』（文化放送）とのコラボレーションを行い、『親父・熱愛』の出演者である伊東四朗から大沢に対して労いの言葉をかける場面も見られた。この模様はTBSラジオと文化放送で同時放送され、文化放送のYoutubeチャンネルで期間限定で公開を行っている。
最終回では、4月9日よりポッドキャスト番組『大沢悠里と毒蝮三太夫のGG放談』をSpotifyにて配信開始する事が発表された。
新番組は当初2022年5月から開始する予定で、4月は当番組の前枠である13:00-15:00に生放送される、『井上貴博 土曜日の『あ』』を暫定的に15:55まで拡大して放送予定としていた。しかし新番組の予定がなくなり、結局同年末まで同番組を15:55まで延長して放送した。2023年からは『見事なお仕事』（15:15 - 15:25）、『立飛グループpresents 東京042〜多摩もりあげ宣言〜』（15:25 - 15:55）を放送している。

## 出演

### パーソナリティ
- 大沢悠里（フリーアナウンサー）

### パートナー
- 西村知江子（フリーアナウンサー、2016年4月16日、4月23日、2020年4月4日 - ）

### コメンテーター
- 鳥越俊太郎（ジャーナリスト、元サンデー毎日 編集長。2016年4月9日 - 6月、同年8月6日 - ）
- 与良正男（毎日新聞社 専門編集委員） - 不定期（2016年4月23日ほか）
- 大坪信剛（毎日新聞 東京本社社会部長） - 不定期（2016年6月25日ほか）
- 武田一顯（TBSラジオ 放送記者） - 2017年3月25日

### 腰痛おさらば塾 担当
- 酒井慎太郎[15]

### 過去の出演者
- さこみちよ（歌手、2016年4月9日 - 2020年3月28日）

## タイムテーブル
大半のコーナーは平日版から引き継いでおり、オープニング・エンディング曲や交通情報BGMは平日版で使用していた物と同じ物を使用している。オープニングの挨拶・エンディングのスタッフ紹介等もほぼ同様に踏襲している。スタジオにゲストが登場する場合は「ゆうゆう一週間」から「午後の招待席」までは交通情報を除き、トークコーナーとなる。登場しない週はリクエストなどの特別企画になる。
- 15:00　オープニング、ゆうゆう一週間
- 15:06　ゆうゆう ラジオで元気
- 15:22　交通情報
- 15:25　午後の招待席
- 15:45　TBSラジオショッピング
- 15:50　TBSニュース
- 15:55　交通情報、天気予報
- 16:00　おんなのリポート
- 16:07　悠里のグッドグッド ミュージック
- 16:24　腰痛おさらば塾 土曜日版
（当初は毎週16:04頃から → 月2回の当該時間に） - 当番組終了後の2022年4月以降は『生島ヒロシのおはよう定食』に移行して継続される。
- 16:30　交通情報
- 16:33　ゆうゆう伝言板
（2017年4月から放送、2018年10月から後半部分はコメンテーターによるニュース解説の場合あり）
- 16:47　TBSニュース - 2021年3月末をもって『ウィークエンドネットワーク』の放送を打ち切ったことに伴う代替として。
- 16:50　交通情報
- 16:55　エンディング

特別編成
- 終戦の日（8月15日）前後の回では、秋山ちえ子朗読による『かわいそうなぞう』及び大沢が2000年（平成12年）に実母に聞いた東京大空襲での録音が放送される（後者の音源は3月10日の空襲日前後の回にも放送される）。秋山は平日版終了直前の2016年4月6日に死去したが、『土曜日版』移行後も当番組は「秋山の思いを引き継ぐ」として生前の朗読音声の放送を続ける意向を示している[16]。
- 年末には清水寺貫主・森清範と電話をつなぐ[17]。
- 2021年6月19日には、「ありがとう 若山弦蔵さん」と題して、追悼特別企画を行った[18]。

かつてのコーナー
- お色気大賞 傑作選（16:33頃から、約12分 ／ 2016年4月9日 - 2017年4月1日）
- ブックレビュー ウィークリー（16:24頃から、約6分 ／ 2016年4月9日 - 2018年9月29日）
- ゆうゆう血圧川柳
- ゆうゆう 世の中あれこれニュース（15:06頃から、約15分 ／ 2016年4月9日 - 2020年3月28日）

## スタッフ
- プロデューサー - 吉澤亮太[19]

## 参考資料
- さこみちよの部屋 -Michiyo Sako 情報Blog-  大沢悠里のゆうゆうワイド 土曜日版 4月9日（土）スタート - 2016年3月24日、同年4月9日閲覧